# Pteropera
Pteropera is een geslacht van rechtvleugeligen uit de familie veldsprinkhanen (Acrididae). De wetenschappelijke naam van dit geslacht is voor het eerst geldig gepubliceerd in 1891 door Karsch.

## Soorten
Het geslacht Pteropera omvat de volgende soorten:
- Pteropera augustini Donskoff, 1981
- Pteropera balachowskyi Donskoff, 1981
- Pteropera basilewskyi Donskoff, 1981
- Pteropera bertii Donskoff, 1981
- Pteropera bredoi Donskoff, 1981
- Pteropera brosseti Donskoff, 1981
- Pteropera carnapi Ramme, 1929
- Pteropera congoensis Donskoff, 1981
- Pteropera cornici Donskoff, 1981
- Pteropera descampsi Donskoff, 1981
- Pteropera descarpentriesi Donskoff, 1981
- Pteropera femorata Giglio-Tos, 1907
- Pteropera grilloti Donskoff, 1981
- Pteropera jeanninae Donskoff, 1981
- Pteropera karschi Bolívar, 1905
- Pteropera menieri Donskoff, 1981
- Pteropera meridionalis Donskoff, 1981
- Pteropera mirei Donskoff, 1981
- Pteropera morini Donskoff, 1981
- Pteropera pillaulti Donskoff, 1981
- Pteropera poirieri Donskoff, 1981
- Pteropera spleniata Karsch, 1896
- Pteropera teocchii Donskoff, 1981
- Pteropera thibaudi Donskoff, 1981
- Pteropera uniformis Bruner, 1920
- Pteropera verrucigena Karsch, 1891
- Pteropera villiersi Donskoff, 1981